# Natuurpark Putna-Vrancea

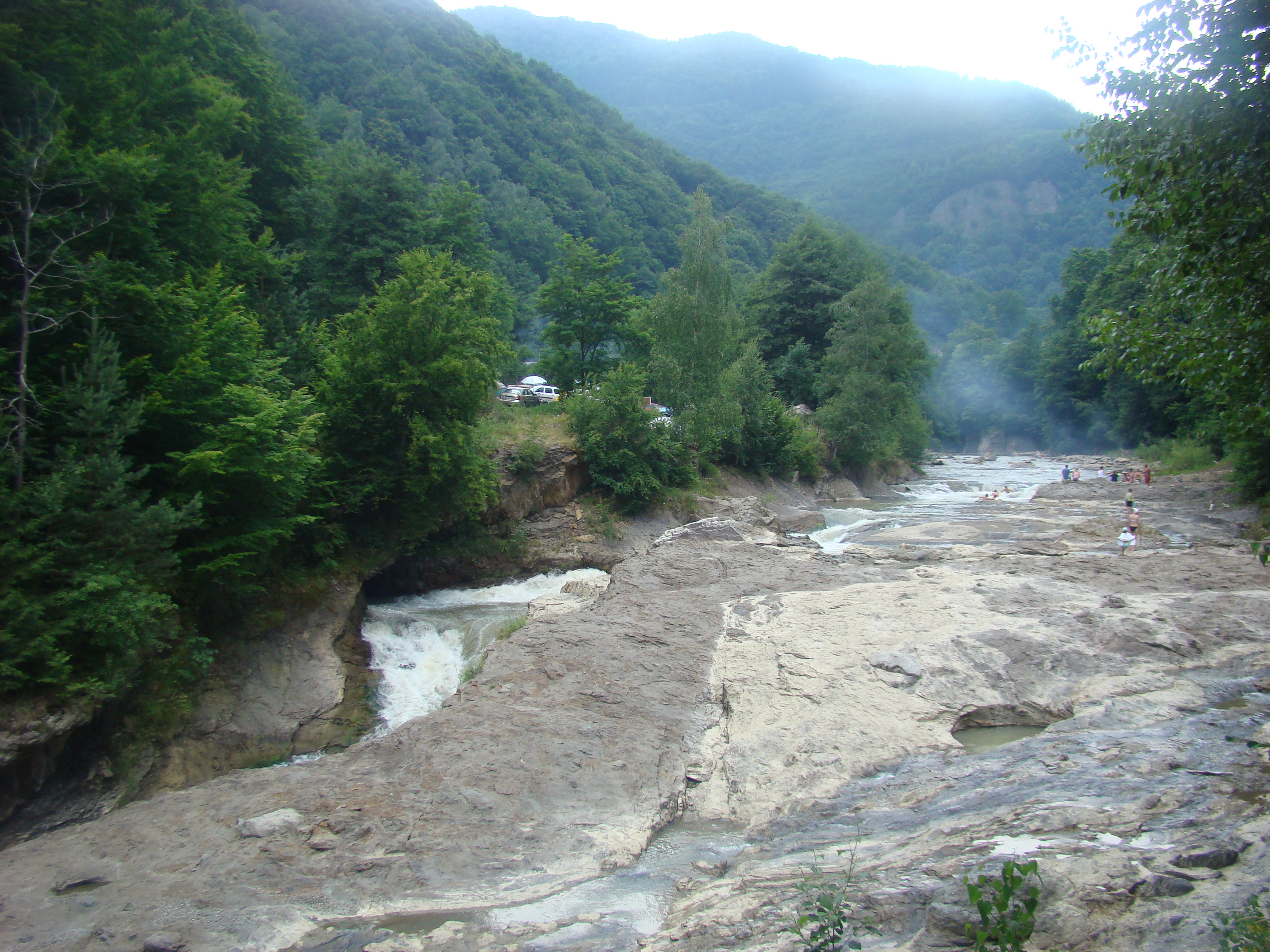

Natuurpark Putna-Vrancea (Roemeens: Parcul natural Putna-Vrancea) is een natuurpark in Roemenië. Het park is 30204 hectare groot en werd opgericht in 2004. Het natuurpark omvat bergen, kloven en bossen. In het park komt bruine beer, ree, gems voor.